# Eupithecia fulvistriga
Eupithecia fulvistriga är en fjärilsart som beskrevs av W. Warren 1904. Eupithecia fulvistriga ingår i släktet Eupithecia och familjen mätare. Inga underarter finns listade i Catalogue of Life.